# In Heaven
Az In Heaven a dél-koreai JYJ együttes koreai nyelvű albuma, melyet 2011. szeptember 28-án jelentetett meg a C-JeS Entertainment több különböző borítóval (földszínű, vörös, kék és fekete). Eredetileg szeptember 15-én jelent volna meg, de a dátumot kitolták. November 21-én egy Special Edition verzió is megjelent, két remixszel és egy videóklipeket valamint kulisszák mögött készült felvételeket tartalmazó DVD-vel. A Heaven című kislemezhez készült videóklipben csak Kim Dzsunszu szerepel az együttes tagjai közül, partnernője Szong Dzsihjo színésznő.

## Fogadtatás
Az In Heaven három nap alatt 165 000 példányban fogyott el, összesen pedig több mint 350 000 darabot adtak el belőle. A lemez az október 2-ai héten vezette a Kaon slágerlistáját. Az In Heaven című dal 10. helyen debütált a Billboard 100-as K-pop-slágerlistáján.

## Számlista
- In HeavenRészlet az album címadó dalából).

Nem tudod lejátszani a fájlt?
| #   | Cím                                                              | Dalszöveg                   | Zene                        | Hossz |
| --- | ---------------------------------------------------------------- | --------------------------- | --------------------------- | ----- |
| 1.  | Get Out                                                          | Kim Dzsedzsung, Pak Jucshon | Kim Dzsedzsung, Pak Jucshon | 4:41  |
| 2.  | In Heaven                                                        | Kim Dzsedzsung              | Kim Dzsedzsung              | 4:50  |
| 3.  | 낙엽 Nakjop (Fallen Leaves)                                      | Kim Dzsunszu                | Kim Dzsunszu                | 4:27  |
| 4.  | 소년의 편지 Szonjoni phjondzsi (Boy’s Letter)                    | Kim Dzsedzsung              | Kim Hjongszok               | 5:20  |
| 5.  | Mission                                                          | Juno                        | Xiah Junsu                  | 4:05  |
| 6.  | I.D.S (I Deal Scenario)                                          | Kim Dzsedzsung              | Kim Dzsedzsung              | 3:30  |
| 7.  | 삐에로 Ppiero (Pierrot)                                          | Kim Dzsedzsung              | Kim Dzsedzsung              | 4:27  |
| 8.  | You're                                                           | Kim Dzsunszu                | Kim Hjongszok               | 4:28  |
| 9.  | Nine                                                             | Kim Dzsedzsung              | Kim Dzsedzsung              | 5:09  |
| 10. | 이름없는 노래 Part1 Irumobsznun nore Part1 (Nameless Song Part1) | Pak Jucshon                 | Pak Jucshon                 | 8:04  |

| 11. | Get Out (Remix)   | 3:45 |
| 12. | In Heaven (Remix) | 4:52 |

| 1. | Get Out M/V (eredeti)   |  |
| 2. | Get Out M/V (teaser)    |  |
| 3. | Get Out (így készült)   |  |
| 4. | In Heaven M/V (eredeti) |  |
| 5. | In Heaven M/V (teljes)  |  |
| 6. | In Heaven (így készült) |  |
| 7. | QR Movies: teljes       |  |
| 8. | QR Movies: így készült  |  |

## Slágerlista-helyezések

### Album
| Toplista                     | Ország    | Időszak                                     | Legmagasabb helyezés | Megjegyzés              |
| ---------------------------- | --------- | ------------------------------------------- | -------------------- | ----------------------- |
| Kaon heti albumlista         | Dél-Korea | 2011. október 2–8                           | #1                   | [ 6 ]                   |
| Kaon havi albumlista         | Dél-Korea | 2011 szeptember                             | #1                   | 100 433 eladott példány |
| Kaon havi albumlista         | Dél-Korea | 2011 október                                | #2                   | 81 867                  |
| Five Music J-Pop/K-Pop Chart | Tajvan*   | 40. hét (2011. szeptember 30. - október 6.) | #2                   | a lemezeladások 10,4%-a |

*Import

### Dalok
| Get Out       | 8  | 10 |
| In Heaven     | 5  | 10 |
| Boy's Letter  | 31 | 43 |
| You're        | 44 | 63 |
| Fallen Leaves | 49 | 66 |
| Mission       | 62 | 93 |
| Nine          | 71 | -  |
| I.D.S         | 74 | -  |
| Pierrot       | 76 | -  |

## Fordítás
- Ez a szócikk részben vagy egészben  az   In Heaven (album) című angol Wikipédia-szócikk fordításán alapul.  Az eredeti cikk szerkesztőit annak laptörténete sorolja fel. Ez a jelzés csupán a megfogalmazás eredetét és a szerzői jogokat jelzi, nem szolgál a cikkben szereplő információk forrásmegjelöléseként.